# The President Vanishes
The President Vanishes (br: Pânico na Casa Branca) é um filme estadunidense de 1934, do gênero drama político, dirigido por William Wellman. Apesar do elenco afinado e da história singular, o público não se interessou. O roteiro é baseado em romance publicado de forma anônima por Rex Stout.

## Sinopse
Stanley Craig, Presidente dos EUA, é um homem de paz e deseja que o país se mantenha fora do conflito que se desenrola na Europa. Entretanto, a opinião pública é fortemente influenciada por forças contrárias, como o grupo fascista Gray Shirts, fabricantes de armas e órgãos da imprensa. O próprio Congresso é a favor de enviar a nação para a guerra. Em meio a esse cenário, o país é sacudido pela notícia do sequestro de seu mandatário. Logo,a sociedade muda de opinião porque acredita que o campo pró-guerra é responsável pelo crime. Mas tudo não passa de um plano urdido pelo Presidente para ter o apoio de que precisa para fazer prevalecer sua vontade.

## Elenco
| Ator/Atriz       | Personagem                   |
| ---------------- | ---------------------------- |
| Edward Arnold    | Secretário da Guerra Wardell |
| Arthur Byron     | Presidente Stanley Craig     |
| Paul Kelly       | Chick Moffat                 |
| Peggy Conklin    | Alma Cronin                  |
| Andy Devine      | Val Orcott                   |
| Janet Beecher    | Primeira Dama                |
| Osgood Perkins   | Harris Brownell              |
| Sidney Blackmer  | Voorman                      |
| Edward Ellis     | Lincoln Lee                  |
| Rosalind Russell | Sally Voorman                |